# Humboldt (Iowa)
Humboldt és una població dels Estats Units a l'estat d'Iowa. Segons el cens del 2000 tenia 4.452 habitants.

## Demografia
Segons el cens del 2000, Humboldt tenia 4.452 habitants, 1.965 habitatges, i 1.202 famílies. La densitat de població era de 369,7 habitants/km².
Dels 1.965 habitatges en un 24,9% hi vivien nens de menys de 18 anys, en un 52,3% hi vivien parelles casades, en un 6,6% dones solteres, i en un 38,8% no eren unitats familiars. En el 35,9% dels habitatges hi vivien persones soles el 21,1% de les quals corresponia a persones de 65 anys o més que vivien soles. El nombre mitjà de persones vivint en cada habitatge era de 2,18 i el nombre mitjà de persones que vivien en cada família era de 2,84.
Per edats la població es repartia de la següent manera: un 21,8% tenia menys de 18 anys, un 6,7% entre 18 i 24, un 22,9% entre 25 i 44, un 22% de 45 a 60 i un 26,5% 65 anys o més.
L'edat mediana era de 44 anys. Per cada 100 dones de 18 o més anys hi havia 82,1 homes.
La renda mediana per habitatge era de 39.338 $ i la renda mediana per família de 49.526 $. Els homes tenien una renda mediana de 32.438 $ mentre que les dones 22.586 $. La renda per capita de la població era de 19.656 $. Entorn del 4,4% de les famílies i el 7,3% de la població estaven per davall del llindar de pobresa.

## Poblacions més properes
El següent diagrama mostra les poblacions més properes.